# Dawid Iossifowitsch Saslawski
Dawid Iossifowitsch Saslawski (* 1880; † 28. März 1965 in Moskau) war ein sowjetischer Journalist.

## Leben
Dawid Saslawski schrieb ab 1928 für die Prawda, vorwiegend Feuilletonbeiträge und Artikel zu internationalen Fragen. Ab Anfang der 1930er Jahre war er verantwortlicher Redakteur der internationalen Berichterstattung. 1934 wurde er Mitglied der KPdSU. Saslawski wurde zu einem prominenten und hochdekorierten Journalisten des Stalin-Regimes. 1956 leitete er in Zusammenhang mit der „Entstalinisierung“ die „Rehabilitierung“ Dostojewskis durch Veröffentlichung einer Biographie des Dichters ein.